# Natalus major
Natalus major (Miller, 1902) è un pipistrello della famiglia dei Natalidi endemico dell'isola di Hispaniola.

## Descrizione

### Dimensioni
Pipistrello di piccole dimensioni, con la lunghezza dell'avambraccio tra 42 e 45 mm, la lunghezza della tibia tra 21,3 e 24,3 mm, la lunghezza delle orecchie tra 13 e 18,9 mm e un peso fino a 10 g.

### Aspetto
La pelliccia è lunga e liscia. Sono presenti due differenti fasi di colore. Nella prima le parti dorsali sono giallastre brillanti con la base dei peli più chiara e le parti ventrali sono giallo crema, mentre nella seconda il dorso è grigiastro e le parti inferiori sono grigio fumo chiare. Il muso è relativamente corto, appiattito e ricoperto di lunghi peli scuri. Le narici sono piccole, ovali e aperte lateralmente e verso il basso. Le orecchie sono squadrate, a forma di imbuto e con un incavo superficiale sul bordo posteriore appena sotto l'estremità appuntita. Il trago è corto, triangolare e con l'estremità piegata in avanti. Le ali sono attaccate posteriormente sopra le caviglie. La coda è lunga ed inclusa completamente nell'ampio uropatagio, il quale margine libero è frangiato. Il calcar è molto lungo.

## Biologia

### Comportamento
Si rifugia in grotte umide, sebbene sia stato osservato, nella Repubblica Dominicana, un piccolo gruppo all'interno della cavità di un albero in una zona semi-arida. È soggetta a rapida disidratazione se allontanata forzatamente dai luoghi umidi dove normalmente risiede. Il suo raggio d'azione è molto limitato.

### Alimentazione
Si nutre di insetti volanti catturati nella densa vegetazione.

## Distribuzione e habitat
Questa specie è conosciuta soltanto sull'isola di Hispaniola. Probabilmente è presente anche su Grand Cayman. Resti fossili sono stati rinvenuti nelle Turks e Caicos.
Vive in zone sia aride che umide.

## Conservazione
La IUCN Red List, considerato che, nonostante sia ancora ragionevolmente diffusa, è dipendente da un habitat molto fragile, classifica N.major come specie prossima alla minaccia di estinzione (Near Threatened).